# 張律
張律（チャン・リュル、日本語読み: ちょうりつ、中国語: 张律、朝鮮語: 장률、1962年5月30日 -）は、中国吉林省延吉市出身の映画監督。朝鮮族3世。

## 経歴
延辺大学中国文学科を卒業し、同大学の中国語中国文学科教授となる。北京に拠点を移し、1986年に小説家としてデビューするが、1989年、六四天安門事件の際に民主化に関する寄稿によって中国政府から創作を禁止された。その後小説を書くのをやめ、10年間は何もしていなかったと語る。2001年、39歳の時に短編映画『11歳』を監督し、映画監督としてデビューする。イ・チャンドンの支持を得、『唐詩』で長編初監督。つづく『キムチを売る女』を売る女がカンヌ国際映画祭批評家週間ACID賞を受賞し、韓国での知名度が上昇した。韓国を拠点に活動しているが、中国や日本を舞台とした作品も発表している。韓国在住。

## 主な監督作品
- 11歳/11세/11岁（2001年）
- 唐詩/당시/唐诗（2003年）
- キムチを売る女/망종/芒种（2005年）
- 事実/사실/事实(2006)
- 重慶/중경/重庆（2007年）
- 境界/경계/边界（2007年）
- イリ/이리/裡里/(2008)
- 豆満江/두만강/图们江（2009年）
- 風景/풍경/风景 (2013)
- 慶州 ヒョンとユニ/경주/庆州（2014年）
- フィルム時代の愛/필름시대사랑/胶片时代的爱情（2015年）
- 春夢/춘몽/春梦（2016年）
- 群山/군산/群山（2018年）[4]
- 福岡/후쿠오카/福岡（2020年）
- 柳川/야나가와/漫長的告白（2021年）
- 白塔の光/白塔之光（2023年）